# Pociąg
Pociąg es una película polaca de 1959 dirigida por Jerzy Kawalerowicz y protagonizada por Zbigniew Cybulski, Lucyna Winnicka y Leon Niemczyk.
Pociąg recibió numerosos premios, incluido el premio Georges Méliès, y el de Mejor Actriz Extranjera en el Festival Internacional de Cine de Venecia de 1959 otorgado a Lucyna Winnicka por su papel de Marta en Pociąg. El cineasta estadounidense Martin Scorsese reconoció la película como una de las obras maestras del cine polaco y en 2013 la seleccionó para proyectarla junto con películas como Cenizas y diamantes, Innocent Sorcerers, Nóż w wodzie y The Promised Land en Estados Unidos, Canadá y Reino Unido como parte del festival de películas polacas Martin Scorsese Presents: Masterpieces of Polish Cinema.

## Reparto
- Lucyna Winnicka - Marta
- Leon Niemczyk - Jerzy
- Zbigniew Cybulski - Staszek
- Teresa Szmigielówna - Esposa del abogado
- Helena Dąbrowska - Controladora de trenes
- Ignacy Machowski - Pasajero
- Roland Glowacki - Asesino
- Aleksander Sewruk - Abogado
- Zygmunt Zintel - Pasajero que sufre de insomnio
- Tadeusz Gwiazdowski - Controlador de trenes
- Witold Skaruch - Sacerdote
- Michał Gazda - Pasajero coqueteando con la esposa de un abogado
- Zygmunt Malawski - Policía